# Муляр, Фриц
Фриц Муляр (нем. Fritz Muliar), при рождении — Фридрих Людвиг Штанд (нем. Friedrich Ludwig Stand) (12 декабря 1919 — 4 мая 2009) — австрийский актёр театра и кино.

## Биография
Фриц Муляр родился в Нойбау, Вена 12 декабря 1919 года под именем Фридрих Людвиг Штанд. Его биологический отец — офицер имперской армии Максимилиан Векзельбаум, а мать Леопольдина Штанд — секретарь Австрийского Контрольного банка. В 1924 году его мать вышла замуж за русского еврея Мишу Муляра (нем. Mischa Muliar).
В 16 лет окончил школу и поступил в Новую Венскую консерваторию. Участвовал в юности в скаутском движении. В 1937 году начал свою карьеру артиста в кабаре Стеллы Кадмон «Der liebe Augustin». В марте 1938 года отчим сбежал от нацистов в США и 19-летнему Фрицу приходилось подрабатывать коммивояжёром, зарабатывая на жизнь для себя и матери.
В 1938 году Австрия вошла в состав Третьего рейха и через два года Муляр был призван Вермахтом на военную службу. В 1942 году был заключён нацистами в тюрьму и провёл семь месяцев в одиночной камере за деятельность по восстановлению независимости Австрии. Приговорён к смертной казни, но в связи с войной приговор заменили пятилетним сроком на передовой в уголовном подразделении на Восточном фронте. Конец войны он встретил в британском плену.
В 1946 году Фриц начал выступать в качестве диктора на радио Клагенфурта, где он познакомился со своей первой женой Гретль Доеринг.
Муляр регулярно выступал на Зальцбургском фестивале. В основном работал в двух театрах: Бургтеатр (там он работал до выхода на пенсию) и Театр в Йозефштадте, где он работал до своей смерти.
Снимался в кино и в сериалах, таких, как Kir Royal, Комиссар Рекс и «Приключения бравого солдата Швейка» (Die Abenteuer des braven Soldaten Schwejk).

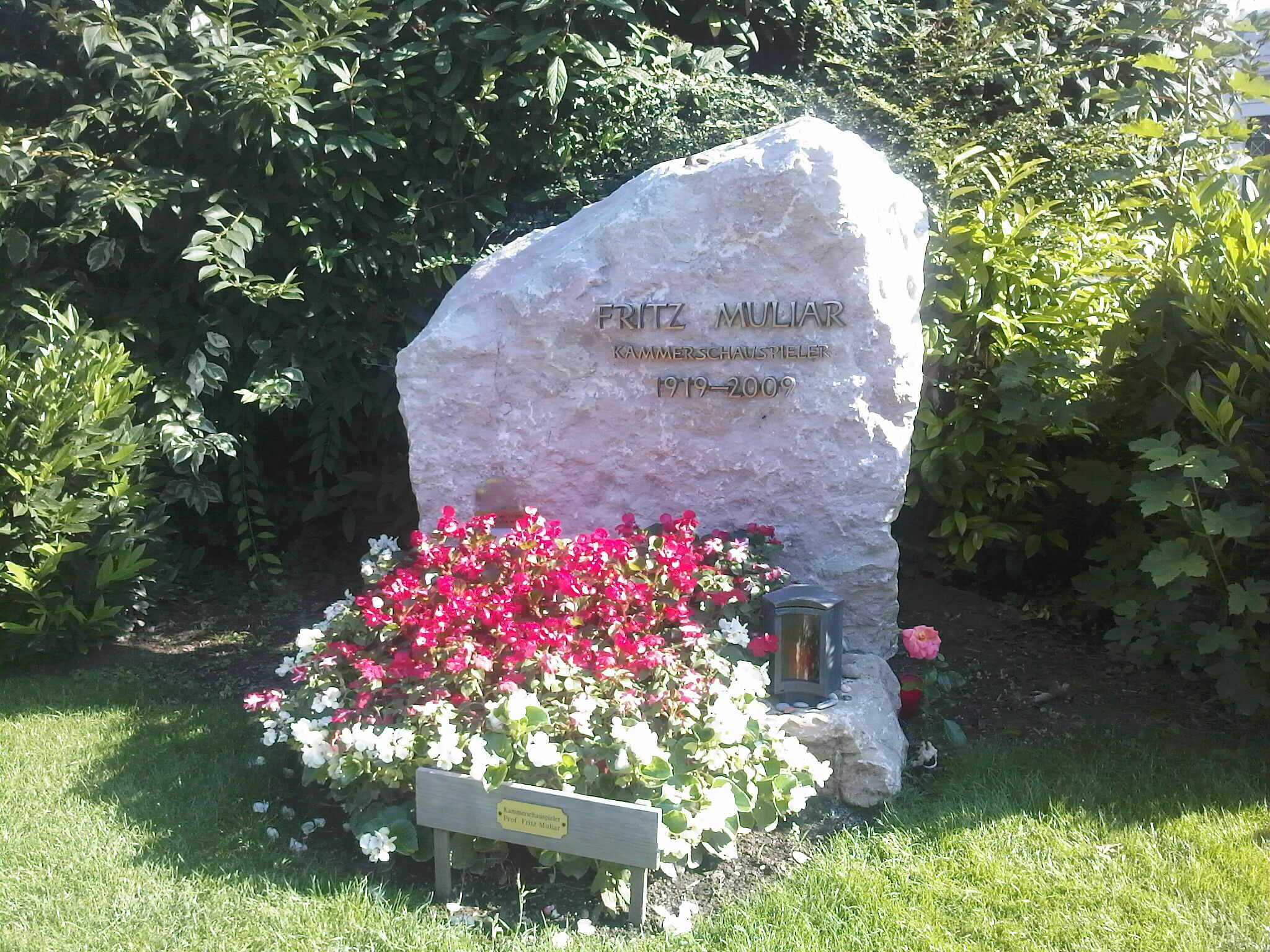
Могила Фрица Муляра

Скончался 4 мая 2009 года на 90-м году жизни.